# Anneli Drummond-Hay
Anneli Drummond-Hay (* 4. August 1937 in Shaftesbury, Dorset als Elizabeth Ann Drummond-Hay; † 31. Juli 2022) war eine britische Reiterin und Trainerin, die mit ihrem Pferd Merely-a-Monarch die ersten Burghley Horse Trials gewann.

## Leben
Anneli Drummond-Hay Wucherpfennig wurde am 4. August 1937 als Tochter von Lady Margaret Drummond-Hay (geborene Douglas-Hamilton), Tochter des 13. Duke of Hamilton (1907–1993) und James Drummond-Hay (1905–1981) geboren.
Sie betrieb die Penny Place Stables in Johannesburg, Südafrika, wo sie Schüler aller Altersklassen und Leistungsstufen unterrichtete. Noch im Alter von 82 nahm sie mit ihrem Pferd Apollo erfolgreich an Turnieren teil.

## Sportlaufbahn
Mit 16 war sie mit Ponys im Vielseitigkeitsreiten erfolgreich und nahm an Pony Club-Turnieren teil.
1961 gewann sie die erste Austragung der Burghley Horse Trials mit Merely-A-Monarch. Im Frühling des folgenden Jahres 1962 konnte das Paar  Badminton mit großem Vorsprung für sich entscheiden. Danach wurde ihr die große Summe von 60 000 £ für Merely-A-Monarch angeboten. Ihr unerreichtes Ziel war es an den Olympischen Spielen teilzunehmen, dort waren Frauen erst ab 1964 im Vielseitigkeitsreiten zugelassen. Da Merely-A-Monarch außerdem inzwischen zu wertvoll war um eine Verletzung im Gelände zu riskieren, wechselte sie zum Springreiten.
Im Springen gewann sie zahlreiche Grand Prix, darunter Brüssel, Genf, S’hertogenbosch, Paris, Berlin, Toronto, Chile, Luxembourg, Monaco, Madrid, Mexico, Amsterdam, South Africa, Palermo und in Großbritannien. In Aachen, Rotterdam und im La Baule Grand Prix erreichte sie jeweils zweite Plätze.
In den Vereinigten Staaten gewann sie die Grand Florida Championship, The Madison Square Garden’s Championship und die All American Showjumping Championship.
1968 wurde sie in Rom Europameisterin bei den Amazonen im Springreiten. 1969 gewann sie das Britische Derby in Hickstead auf Xanthos II. Sie hält den Hochsprungrekord bei den Amazonen mit 2,36 m.

## Trainerlaufbahn
Sie arbeitete von 2000 bis 2004 in den Niederlanden als Trainerin.

## Auszeichnungen
2005 wurde ihr Pferd Merely-a-Monarch in die British Horse Society Equestrian Hall of Fame aufgenommen. Am 19. Oktober 2010 wurde sie in die The British Horse Society Equestrian Hall of Fame aufgenommen.  Die Zeremonie wurde in den The Household Cavalry Mounted Regiment Barracks in Knightsbridge, London durchgeführt.